# 小行星4911
小行星4911（英語：4911 Rosenzweig）是一颗围绕太阳公转的小行星。1953年10月16日，印第安纳大学在摩根县发现了此天体。
这颗小行星的绝对星等为157.33389等。